# Lucas Thandokwazi Sithole
Lucas Thandokwazi „Ted“ Sithole (* 15. November 1931 in KwaThema, Springs, Transvaal, Südafrikanische Union; † 8. Mai 1994 in Spekboom, Kwazulu-Natal, Südafrika) gilt als einer der bedeutendsten schwarzen Bildhauer Südafrikas.

## Leben
Lucas Sithole wuchs in einer Familie auf, die tief in der Kultur der Zulu und Swazi verwurzelt war. Schon als Kind begann er mit Ton zu arbeiten, inspiriert von seiner Großmutter, einer talentierten Töpferin. Seine formale Ausbildung begann er an der Vlakfontein Technical School, wo er jedoch aufgrund des Mangels an Kunstlehrern in Holz- und Metallbearbeitung unterrichtet wurde – Fertigkeiten, die seine späteren Holzskulpturen stark beeinflussten.
Seinen künstlerischen Durchbruch erlebte Lucas Sithole in den 1960er Jahren, als er bei Cecil Skotnes am Polly Street Art Centre in Johannesburg studierte. Er entwickelte eine unverwechselbare künstlerische Handschrift und schuf Skulpturen aus einheimischen Hölzern, die in Form und Ausdruck oft von afrikanischen Traditionen und moderner Abstraktion inspiriert sind und sich durch eine tiefe Verbundenheit mit der Natur und Respekt vor dem verwendeten Material auszeichnen.
Lucas Sithole erhielt sowohl in seiner Heimat als auch im Ausland große Anerkennung. Im Jahr 1962 stellte er zusammen mit Gerard Sekoto und Louis Maqhubela in der Adler-Fielding Gallery in Johannesburg aus, und 1968 nahm Sithole an der Biennale in Venedig teil, wo er mit dem Preis für Bildhauerei ausgezeichnet wurde.
Lucas Sithole, der trotz seines Erfolges Südafrika nur selten verließ, stellte seine Werke weltweit aus und ist heute in wichtigen Sammlungen wie der Iziko South African National Gallery in Kapstadt und dem Weltkulturen Museum in Frankfurt vertreten. Posthum wurde er 2001/02 mit der von Okwui Enwezor kuratierten Ausstellung The Short Century geehrt, die in Europa und den USA Station machte.